# Montagne des Agneaux
Montagne des Agneaux – szczyt w grupie górskiej Écrins w Alpach Delfinackich. Leży w południowo-wschodniej Francji w regionie Prowansja-Alpy-Lazurowe Wybrzeże. Szczyt można zdobyć z leżącego u jego podnóży schroniska Refuge du Glacier Blanc (2542 m).
Pierwszego wejścia dokonali W.A.B. Coolidge, Christian Almer i Christian Roth 17 lipca 1873 r.